# Germán Taibo
Germán Taibo González (La Coruña, 1889-París, 1919) fue un pintor español.

## Biografía

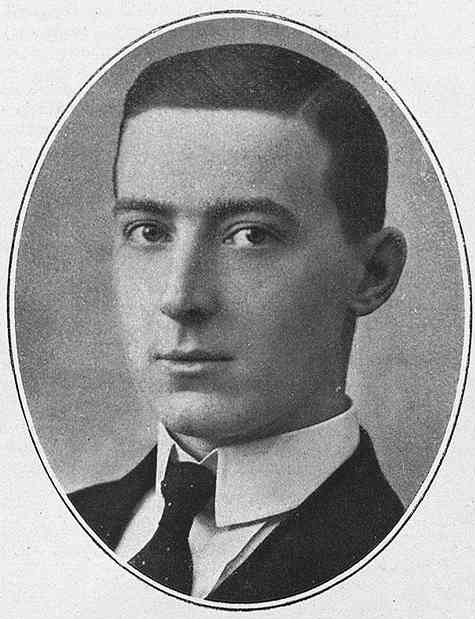
Retrato de Taibo (La Ilustración Artística, 1916)

Nacido el 27 de enero de 1889 en La Coruña, se educó en Buenos Aires y París y entre sus obras se encontraron cuadros como Fantasía, Tipo parisién, Escena bíblica y Pastoral.
En opinión del crítico José Francés, al evaluar este una exposición de Taibo en 1916 en Madrid, «El Sr. Taibo tiene una paleta jugosa y unos pinceles nerviosos á ratos y á ratos demasiado minuciosos. Ama la luz por la luz y esto le periudica á veces en que sería muy grata la penumbra ó por lo menos, discretas veladuras». Cultivó géneros como el paisaje, las marinas y el desnudo.
Taibo, que estuvo casado con Simone Nafleaux, que posó para sus cuadros, falleció el 14 de febrero de 1919 en París, a causa de la pandemia de gripe de 1918.